# Gherăeștii Noi
Gherăeștii Noi – wieś w Rumunii, w okręgu Neamț, w gminie Gherăești. W 2011 roku liczyła 506 mieszkańców.